# 薛豪達
薛豪達（1955年2月18日—），加拿大律師、政治和廣播人物，1986年-2001年間擔任卑詩省議會議員，先後代表埃斯奎莫爾特—倫弗魯港選區和埃斯奎莫爾特—梅特喬辛選區，為加拿大首位南亞裔省議員。他是卑詩新民主黨黨員，曾於該黨執政期間在省長哈葛、簡嘉年和苗禮義內閣中任職廳長，並曾於2009年-2013年間任職該黨總裁。

## 早年和個人生活
薛豪達生於卑詩省溫哥華島鄧肯，曾供讀於溫哥華的聖佐治男書院。他就讀卑詩大學社工系期間曾任該校學生會的對外事務主任，並當選該校理事會之學生代表，1977年從該校獲取學士學位，後於白石市任職社工。他後從維多利亞大學取得法律學位，1984年起於埃斯奎莫爾特執業。他於1985年與潔西（Jessie）結婚，兩人育有兩名子女。
他曾任新民主黨青年會主席，並出任聯邦新民主黨科威恰—馬拉哈特—群島選區協會主席。他亦分別於1983年卑詩省大選和1984年加拿大聯邦大選任職新民主黨候選人米切爾和曼利的競選經理，兩人皆順利連任。他於1984年當選埃斯奎莫爾特地區議員。

## 省政生涯
米切爾無意於1986年省選競逐連任卑詩省議會埃斯奎莫爾特—倫弗魯港選區議員，薛豪達取得該區的卑詩新民主黨候選人資格，並當選該區省議員，成為加拿大首位在聯邦大選或省選中當選的南亞裔人士，在第34屆省議會中任職新民主黨勞工評議員。1991年省選，他在新設的埃斯奎莫爾特—梅特喬辛選區連任省議員。新民主黨贏取該屆省選上台執政，薛豪達獲省長哈葛任命為勞工及消費者服務廳長，以及專責憲制事務廳長，成為加拿大首位印裔省政府內閣廳長。
薛豪達獲其友人時任國會議員戴禮和提供按揭保證後，於1991年協助戴禮和獲取卑詩水電公司董事會成員任命，在野自由黨隨後要求卑詩省利益衝突專員曉士（Ted Hughes）就此展開調查。曉士經調查後裁定薛豪達行為按當時法規未有構成利益衝突，但同時指出若後來獲修定的利益衝突法規適用於1991年的話，薛豪達便會違規。
他於1993年9月調任環境、土地及公園廳長，和專責多元文化及人權事務廳長。1995年他被卑詩律師會裁定違反專業操守而被停牌18個月，他遂於同年5月辭任廳長。他於同年8月復任環境廳長，1996年省選連任後則在省長簡嘉年內閣中調任教育、技能及培訓廳長，以及勞工廳長。
1996年他再次牽涉利益衝突指控：戴禮和持有一家轎車公司部分業權，該公司則由薛豪達表親營運。戴禮和當年向機車運輸委員會為該轎車公司申請數項牌照，委員會主席其後表示薛豪達曾就此多次致電和致函該會，薛豪達遂於同年12月再度辭去廳長職務。調查由省長簡嘉年的副廳長麥克阿瑟（Doug McArthur）進行；麥克阿瑟調查後表示薛豪達行為未有構成利益衝突。薛豪達於1998年10月重回內閣出任專責公共服務廳長，1999年7月則調任社會發展及經濟保障廳長。
簡嘉年於1999年8月因醜聞纏身而下台，薛豪達則於新任省長和新民主黨臨時黨魁苗禮義內閣中留任原有職務。他曾一度考慮參與黨魁選舉，但到1999年12月則作罷。杜新志於2000年2月繼任省長後，未有委派薛豪達入閣。薛豪達任職內閣廳長期間，省府新設二百個省立公園、將農工納入勞工賠償覆蓋範圍、以及更新省內伐木業作法。他亦曾任專責卑詩水電公司廳長、專責卑詩保險公司廳長、以及省議會執政黨首席議員。

## 廣播事業、近年發展
新民主黨當時民望低落，薛豪達亦於2001年3月宣布不會在同年5月省選中競逐連任。他卸任省議員後加入維多利亞新設的CIVI電視台（現為該市的CTV第二台分台），該台2001年10月啓播後出任傍晚新聞共同主播，後則改為主持烽煙節目。他於2004年該台進行重組時遭遣散，後則不時於加拿大廣播公司溫哥華電台評論政局。
他於2009年11月當選卑詩新民主黨總裁，再於2011年新民主黨大會中連任該職。新民主黨於2013年省選失利，薛豪達和黨魁狄德安皆面臨批評。狄德安遂辭任黨魁，而薛豪達亦於2013年9月21日（即狄德安宣布辭職翌日）表示會在同年11月任滿後離職。
2012年他獲頒伊利沙伯二世鑽禧獎章。2015年他加入位於愛民頓的加拿大策略集團（Canadian Strategy Group）出任策略顧問，向亞伯達省企業、工會和非牟利機構提供政治和政策意見。